# Jüdische Gemeinde Diersburg
Eine Jüdische Gemeinde in Diersburg, einem Ortsteil der Gemeinde Hohberg im Ortenaukreis in Baden-Württemberg, bestand seit dem 18. Jahrhundert. 

## Geschichte
Zunächst lebte Levi Meyer seit 1737 in Diersburg und 1738 wird Samuel Ellenbogen genannt. Die jüdische Gemeinde hatte eine Synagoge, eine jüdische Schule, ein rituelles Bad (Mikwe). Der jüdische Friedhof Diersburg wurde 1773 errichtet.
Der angestellte Lehrer, schon 1766 wird ein jüdischer Lehrer genannt, war zugleich als Vorbeter und Schochet tätig. 1827 kam die jüdische Gemeinde zum Bezirksrabbinat Schmieheim, dessen Sitz 1893 nach Offenburg verlegt wurde. 
Das Kriegerdenkmal für die Gefallenen des Ersten Weltkriegs, das sich gegenüber der katholischen Kirche befindet, führt auch die jüdischen Toten, Emil Bruchsaler Julius Kahn, Ferdinand Lehmann und Louis Ludwig Meier auf. 
Bereits im 19. Jahrhundert spielten jüdische Gewerbetreibende eine große Rolle für die wirtschaftliche Entwicklung Diersburgs. An ehemaligen, bis nach 1933 bestehenden Handels- und Gewerbebetrieben im Besitz jüdischer Familien / Personen sind bekannt: Händler Bruchsaler (Strittmatt 6), Schuh-, Leder- und Eisenwarenhandlung Heinrich Bruchsaler (Talstraße 2), Viehhandlung Samuel Bruchsaler (Talstraße 9), Viehhandlung David Dreyfuß (Talstraße 27), Kolonialwaren Lina Kahn, bis 1921 koschere Metzgerei Maier Kahn (Talstraße 33), Stoffe und Aussteuer Ludwig Lederer (Waldrain 8), Stoffe und Aussteuer Moritz Lederer (Waldrain 5), Schlächterei Meier-Kahn (Talstraße 33), Krämerladen Siegfried Maier (Talstraße 29), Händler David Moch (Talstr.28), Lebensmittel, Stoffe und Medikamente Julius Valfer (Talstraße 17), Gasthaus „Badischer Hof“, Inh. Julius Valfer (Talstraße 27).  (Aus: alemannia judaica)

## Gemeindeentwicklung
| Jahr | Gemeindemitglieder                     |
| ---- | -------------------------------------- |
| 1744 | 5 Familien                             |
| 1759 | 11 Familien                            |
| 1809 | 39 Personen                            |
| 1825 | 190 Personen oder 29,3 % der Einwohner |
| 1832 | 306 Personen oder 30 % der Einwohner   |
| 1842 | 225 Personen                           |
| 1875 | 130 Personen oder 12,6 % der Einwohner |
| 1900 | 80 Personen oder 7,8 % der Einwohner   |
| 1910 | 59 Personen                            |
| 1925 | 43 Personen oder 4,3 % der Einwohner   |
| 1933 | 26 Personen oder 2,5 % der Einwohner   |

## Schule
Die Schule wurde von 1830 bis 1876 als jüdische Konfessionsschule betrieben und danach als Religionsschule. Über dem Eingang des ehemaligen Schulhauses (Strittmatt 4) befindet sich bis heute eine hebräische Inschrift: Führe herbei die Endzeit unserer Befreiung und unsere Erlösung. Die hebräische Jahreszahl steht für 1826. 

## Rituelles Bad
Das rituelle Bad an der Talstraße 30 lag unmittelbar am Bach und wurde nach 1985 abgebrochen. Die hebräische Inschrift von diesem rituellen Bad (Ezechiel 36,25 und Sprüche 31,30) blieb erhalten.

## Nationalsozialistische Verfolgung
Beim Novemberpogrom 1938 wurde die Synagoge demoliert, die männlichen Juden wurden in das Konzentrationslager Dachau verschleppt. Die letzten elf in Diersburg lebenden jüdischen Bewohner wurden bei der sogenannten Wagner-Bürckel-Aktion am 22. Oktober 1940 in das Lager Gurs deportiert.        
Das Gedenkbuch des Bundesarchivs verzeichnet 31 in Diersburg geborene jüdische Bürger, die dem Völkermord des nationalsozialistischen Regimes zum Opfer fielen.

## Synagoge
Beim Novemberpogrom 1938 wurde die Inneneinrichtung der Synagoge von SA- und SS-Leuten aus Offenburg vollkommen zerstört und die Kultgegenstände wurden auf einen Haufen geworfen und angezündet. Das Gebäude wurde nicht angezündet, da das Feuer auf die Nachbarhäuser hätte übergreifen können. Die jüdische Gemeinde war gezwungen die Synagoge einem örtlichen Schreiner zu verkaufen. Dieser brach 1956 das Gebäude weitgehend ab.